# Nadir Moknèche
Nadir Moknèche (París, febrer de 1965) és un dels cineastes franco-algerians més reconeguts. Després de passar la infància i l'adolescència a Alger, va estudiar art dramàtic a l'Escola Nacional de Teatre de Chaillot i al Théâtre du Soleil de París, i posteriorment va completar la seva educació cinematogràfica a la New School for Social Research de Nova York. El 2000 va estrenar el seu primer llargmetratge, Le Harem de Madame Osmane, que va obtenir un gran ressò internacional. A continuació va dirigir Viva Laldjérie (2004), retrat de tres peculiars dones d'Alger que intenten esquivar les imposicions de l'islam a la recerca de la seva llibertat, amb la qual va obtenir el premi La Vague pel millor llargmetratge al Festival de Cinema Francòfon d'Acadia i altres guardons als festivals de València, Bratislava i Atenes. Posteriorment ha dirigit Délice Paloma (2007) i El meu nom és Gabriel.

## Filmografia
- 1994 : Hanifa, ainsi va l'amour (curtmetratge)
- 1995 : Le Jardin (curtmetratge)
- 2000 : Le Harem de Madame Osmane
- 2004 : Viva Laldjérie
- 2007 : Délice Paloma
- 2013 : Goodbye Morocco
- 2017 : Lola Pater
- 2023 : L'air de la mer rend libre